# Menahem l'Esseno
Menahem l'Esseno (in ebraico מנחם‎?, Menahem; fl. I secolo a.C.) è stato un rabbino ebreo antico, saggio Tanna vissuto alla fine dell'era Zugot.
Era "appaiato" (per cui: "Zugot", paia) con Hillel il Vecchio e officiava quale Av Beit Din.  La Mishnah, Trattato "Hagigah" 16b, afferma che "andò oltre [via]", e quindi fu rimpiazzato da Shammai, che a quel punto diventò il secondo del "paio" con Hillel.
Il Talmud babilonese menziona una disputa tra saggi su dove Menahem andò "oltre", cioè dove andò a finire.  Abbaye asserisce che "andò via, verso il male di una cattiva cultura" (Hagigah, 16b), mentre Rava scrive che "andò fuori, al servizio del Re (Dio)" (Hagigah, 16b). La Gemara cita una frase da un insegnamento Baraita, che sostiene l'opinione di Rava: "Quindi si insegna anche: Menahem andò fuori al servizio del Re [Dio], e con lui andarono ottanta paia di discepoli [regalmente] vestiti di seta" (Hagigah, 16b).
il Talmud di Gerusalemme cita un'altra opinione, che Menahem accettò di esser nominato in una posizione ministeriale per poter revocare disposizioni governative contro lo studio [della Torah] (Yer. Hagigah, 2:2).
Si pensa inoltre che il "Menahem" registrato nella Mishnah sia quello citato da Flavio Giuseppe nelle sue Antichità giudaiche (Lib. 19, Cap. 10:5), dove racconta una storia di certo 'Menahem' della setta degli Esseni. Secondo Flavio Giuseppe, quando Menahem vide il giovane Erode il Grande che andava a scuola, gli diede una pacca sulla schiena e lo apostrofò, annunciandogli che avrebbe regnato con successo, nonostante Erode non fosse nel lignaggio reale. Quando poi Erode divenne re, chiese a Menahem quanto sarebbe stato lungo il suo regno. Inizialmente Menahem non rispose, al che Erode insistette dicendo "Il mio regno durerà dieci anni?". Menahem rispose che Erode avrebbe regnato per lo meno 30 anni, ma non ne specificò esattamente il numero. Erode si compiacque della risposta di Menahem e lo congedò con una stretta di mano, dopodiché concesse onori speciali agli Esseni.